# Karlsjön
Karlsjön är en sjö i Eksjö kommun i Småland och ingår i Emåns huvudavrinningsområde. Sjön har en area på 0,0592 kvadratkilometer och ligger 215 meter över havet. Sjön avvattnas av vattendraget Allmänningsån (Lidbroån). Vid provfiske har bland annat abborre, braxen, gädda och karpfisk (obestämd) fångats i sjön.

## Delavrinningsområde
Karlsjön ingår i det delavrinningsområde (639427-144610) som SMHI kallar för Inloppet i Långanäsasjön. Avrinningsområdets medelhöjd är 225 meter över havet och ytan är 27,77 kvadratkilometer. Räknas de 3 delavrinningsområdena uppströms in blir den ackumulerade arean 51,53 kvadratkilometer. Allmänningsån (Lidbroån) som avvattnar avrinningsområdet har biflödesordning 2, vilket innebär att vattnet flödar genom totalt 2 vattendrag innan det når havet efter 185 kilometer. Delavrinningsområdet består mestadels av skog (70 procent) och öppen mark (18 procent). Avrinningsområdet har 1,21 kvadratkilometer vattenytor vilket ger det en sjöprocent på 4,4 procent. Bebyggelsen i området täcker en yta av 0,23 kvadratkilometer eller 1 procent av avrinningsområdet.

## Fisk
Vid provfiske har följande fisk fångats i sjön:
- Abborre
- Braxen
- Gädda
- Karpfisk obestämd
- Mört
- Sarv
- Sutare